# 科奇城堡

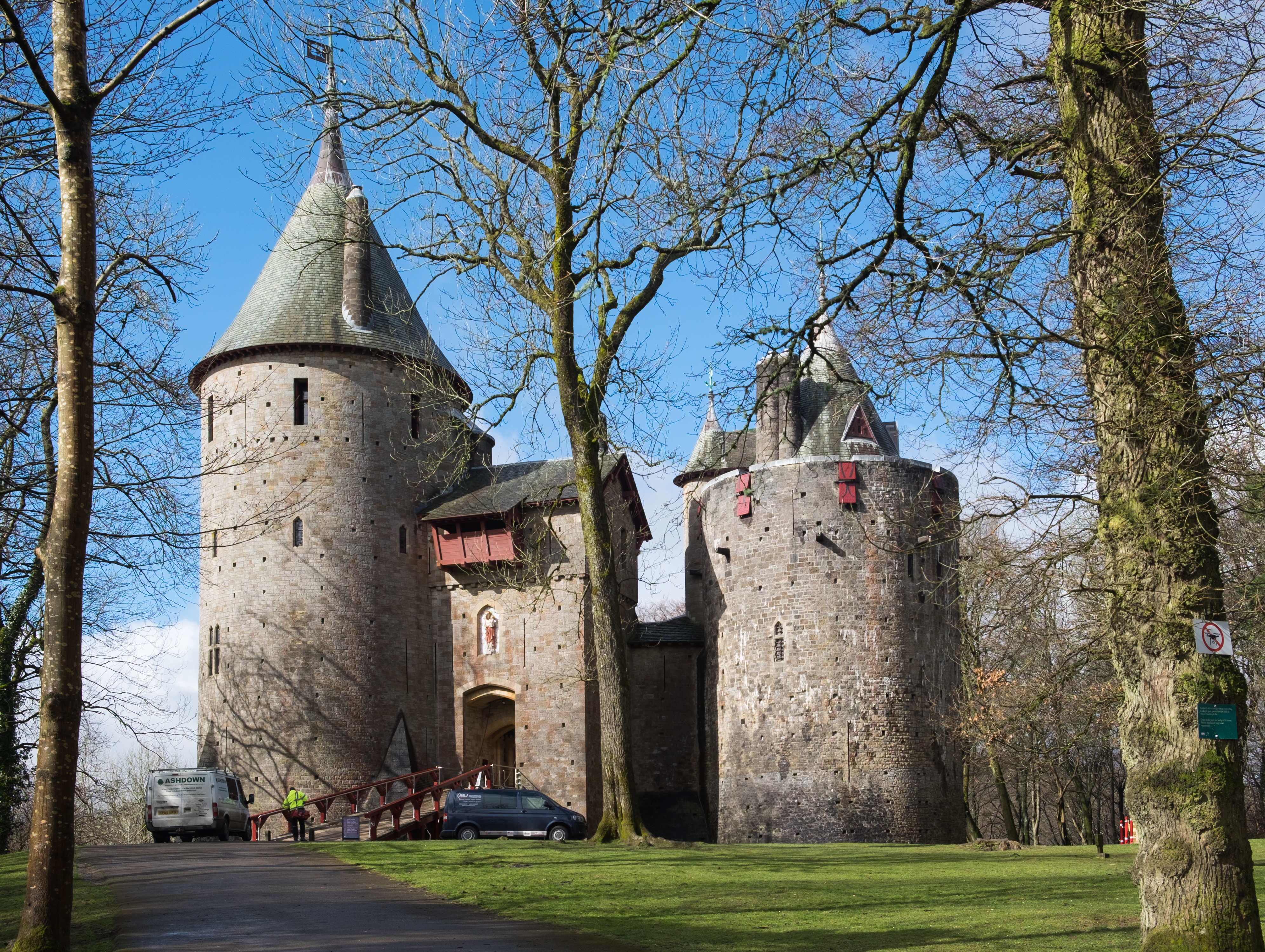
科奇城堡

科奇城堡（英語：Castell Coch)（威尔士语发音：[ˈkastɛɬ koːχ]，威爾斯語的形容詞，意為「紅色」）是英國威爾斯的一座城堡，位于卡迪夫以北、Tongwynlais村的山上。今天所看到的建筑修建於19世紀，是一座哥特复兴式建築。目前被英國政府視為一級登录建筑。

## 历史
在原址上的第一座城堡由诺曼人在1081年所建造，用以保护剛被征服的卡迪夫镇，并控制塔夫峡谷以及沿线的道路。它是一個隆起的土製城丘，底部直徑約35米（115英尺），頂部約25米（82英尺），由周圍陡峭的斜坡保護。而這座初代城堡在1093年格拉摩根的諾曼領地成立後可能被废弃。
1267年，持有格拉摩根領地的吉爾伯特·德·克萊爾 (Gilbert de Clare) 從威爾士當地統治者手中奪取了格拉摩根北部森根尼德 (Senghenydd) 周圍的土地。為了控制這片新領土，建造了卡菲利城堡 (Caerphilly Castle) ，而位於卡迪夫鎮和卡菲利城堡之間的科奇城堡，因戰略位置被重新佔領。在1267年至1277年之间，吉爾伯特·德·克萊爾利用初代城堡的土墩地基，在上面修筑了新的石质地基。
1314年，吉尔伯特的城堡可能在威尔士的当地叛乱中被摧毁。
1760年，城堡废墟被第三代比特伯爵約翰·斯圖爾特收购。这次收购实际上是婚约的一部分，这给他的家族带来了一座巨大的庄园。
1848年，第三代比特侯爵约翰·克赖顿-斯图尔特继承了城堡。作为英国最富有的人之一，他对建筑和古籍的研究很感兴趣，他聘请建筑师威廉-伯吉斯来重建城堡，"作为夏季偶尔入住的乡村宅邸"并不需要以中世紀的遗迹作为设计的基础。
伯吉斯在1875年至1879年间重建了城堡的外部，然后着手内装，但是尚未完成的他在1881年去世。
最终城堡在1891年由伯吉斯的团队完成。布特家将葡萄种植重新引入英国，在城堡下方开辟了一片葡萄园，葡萄酒生产一直持续到第一次世界大战。侯爵夫人本人一生中很少到访此地。
1950年，他的孙子，布特侯爵将此地捐赠给了National Trust。之后National Trust转交给了威尔士Cadw（相当于威尔士遗产机构）。
城堡外面看着是哥特复兴式风格，内装则是维多利亚风格。
历史学家大卫-麦克利斯（David McLees）将其描述为 "维多利亚时代建筑构图最伟大的成果之一。"
19世纪古物学家乔治-克拉克（George Clark）研究认为该城堡风格十分有代表性。
但是它的三座守望塔被布尔吉斯（Burges）改造后轮廓夸张，在设计上更接近奇隆城堡等欧洲大陆城堡，而不是英国本土的城堡。
城堡内部装饰精巧，有专门设计的家具和装置；设计包括大量使用象征主义，借鉴了古典和传奇主题。
约瑟夫-莫登特-克罗克写道，这座城堡代表了 "一位伟大的赞助人和他最喜爱的建筑师的梦境，从一堆瓦砾中再造了一座童话般的城堡，似乎是從中世纪手稿实现的"。
周围的山毛榉林内含有稀有的植物物种和独特的地质特征，被列为具有特殊科学价值的保育地區。

## 外部連結
- cadw.wales.gov.uk （页面存档备份，存于） - Tourism information on the castle

51°32′09″N 3°15′17″W / 51.53585°N 3.25482°W